# Загоричани
Загоричани или Загоричане (грч. Βασιλειάδα, до 1928. грч. Ζαγορίτσανη) је насељено место у општини Костур у периферији Западна Македонија, Грчка. Према попису из 2021. године било је 275 становника.
Према бугарском географу и историчару, Василу Канчову, у Загоричану је 1900. године живело 3.300 Словена хришћана. 
Након Илинденског устанка, османска војска и башибозук су запалили и извршили масакр у селу, убијено је 25 мештана, 30 малолетне деце је изгорело у фуруни и 16 девојака је силовано и продато. Априла 1905. године грчки андарти су запалили село и извршили покољ, убивши око 60 мештана (жене, деце и стараца). Иза покоља је стајао митрополит костурски Георгиос Каравангелис, јер је део мешатана прихватио бугарску егзархијску цркву. Грчке власти су 1924. године у Загоричанима населиле 25 избегличких грчких породица из Турске, укупно њих 72. Током Другог светског рата и грађанског рата страдало је 62 Словена, док су 242 принуђени да се иселе у Југославију и друге источноевропске земље.

## Познате личности
- Димитар Благоев, бугарски политичар и оснивач Бугарске комунистичке партије